# Гордон, Александр (врач)
Александр Гордон (англ. Alexander Gordon; 1752—1799) — шотландский хирург и акушер, одним из первых установивший инфекционную природу родильной горячки. Внёс ценный вклад в развитие медицины как один из пионеров научного, доказательного подхода вместо господствовавших в XVIII веке мистических воззрений и предрассудков.

## Биография

### Ранние годы и образование
Александр Гордон и его брат-близнец Джеймс родились 20 мая 1752 года в семье фермера из Питеркалтера, в восьми милях от Абердина. Их отец был прогрессивным фермером, одним из ведущих пропагандистов культивации брюквы в Шотландии и деятелей агрономической «революции» в стране, которая внесла значительный вклад в улучшение здоровья населения страны.
С 1771 по 1775 год Гордон учился в Маришал-колледже, по окончании которого получил степень магистра искусств. Хотя в программу входили медицинские дисциплины, официальный диплом врача этот колледж не давал. Чтобы получить его, Гордон прошёл клиническую практику в городской больнице Абердина, в 1776-м продолжил обучение в Лейденском университете, а затем — в медицинской школе при университете Эдинбурга (1779—1780). Одним из профессоров, оказавших наибольшее влияние на молодого врача, был голландец Герман Бургаве.
С 1780 по 1785 год Гордон служил на флоте, сначала ассистентом, затем в качестве хирурга. В апреле 1785-го Гордон сошёл на берег и отправился в Лондон, где учился акушерству и гинекологии у ведущих специалистов в этой области. Он практиковался в больницах в Миддлсексе и на Стор Стрит, лекции и уроки по патологоанатомии он посещал при Вестминстерском госпитале. По окончании курса Гордон вернулся в Абердин и поступил на работу в местную амбулаторию, где вскоре занял пост директора.
В 1784 врач женился на Элизабет Харви, у супругов родились две дочери, Мэри и Элизабет. Позднее Мэри вышла замуж за ученика отца, медика Роберта Харви О’Брако.
В 1788 году за свой обширный опыт в практической медицине и мультидисциплинарное образование Гордону выдали диплом врача от Маришал-колледжа.

### Работа в качестве главного акушера Абердина
В Шотландии и Великобритании в 1760—1788 году прошло двенадцать эпидемий родильной горячки. В медицине того времени считалось, что это заболевание может вызываться многочисленными причинами, в том числе — вредоносными миазмами. В 1788-м году Гордон начал работу в городской больнице Абердина, оказавшись единственным в городе квалифицированным акушером-гинекологом. Борьба со вспыхнувшей в 1789-м эпидемией послеродовой лихорадки фактически полностью легла на его плечи. Имея обширные познания в практической и теоретической медицине, Гордон подошёл к задаче системно и составил точный список всех поступивших в родильное отделение рожениц и акушерок, которые принимали у них роды. Особенностью эпидемии в Абердине было то, что она поразила не только пациенток, находящихся в больнице, но и жительниц соседних деревень. Гордон обратил внимание, что женщины там заболевали только если их посещали акушерки из города. На основе собранных данных он смог установить инфекционный характер заболевания и сделать вывод, что оно переносилось от больных к здоровым пациенткам через медицинский персонал и фомиты.
Гордон полагал, что воспаление возникает в брюшной полости и пытался убрать инфекцию, очищая организм с помощью кровопусканий и промываний. Врач настаивал, что эти вмешательства должны применяться не позднее, чем через 6 часов после появления первых симптомов заболевания, в ином случае родильная горячка окажется смертельной. Его методика оказалась в некоторой степени эффективной — из 77 женщин, получавших такое лечение, умерло 28, остальных удалось спасти. Установив инфекционный характер заболевания, он предположил, что и борьба с его распространением должна проводиться как при любых других инфекциях. Опираясь на доктрину того времени, Гордон утверждал, что «нет лучшего очищения, чем дым и огонь» — постельное бельё и вещи заболевших сжигались, палаты и комнаты обрабатывали дымом, а медицинскому персоналу следовало тщательно мыться и стирать одежду после контакта с заболевшими. Хорошие санитарные условия, чистоту и свежий воздух он считал одним из условий для борьбы с эпидемиями.
За те годы, в которые Гордон возглавлял городскую больницу Абердина, в ней было зарегистрировано почти 13 тысяч поступивших пациентов. В 1795 году Гордон опубликовал несколько научных работ, среди них был и доклад «Эпидемия родильной горячки в Абердине». На эту работу опирался Оливер Холмс в своём исследовании родильной горячки и способах её предотвращения.
Вероятно, что население города и в первую очередь местные акушерки напрямую связали эпидемии родильной горячки с работой Гордона, фактически возложив на него всю ответственность за вспышки болезни. Акушерки не одобряли его методики, они открыто противостояли Гордону и придавали огласке каждую смерть пациента, а о выздоровлениях умалчивали.

### Дальнейшая карьера
В 1795 году Гордона снова призвали на флот, он покинул Абердин и больше никогда не практиковал в качестве акушера. Врач оставил в дар городской библиотеке свои книги по акушерству. Отъезд был настолько поспешен, что Гордон прервал работу над своей книгой буквально на середине последней страницы. В биографии он вспоминал, что испытывал серьёзные трудности и в работе, и в семье — в тот период умерла его новорожденная дочь.
Александр Гордон умер от туберкулёза 19 октября 1799 года.

## Память
Гордон не получил такой широкой славы, как другие работавшие над этиологией родильной горячки врачи — Игнац Земмельвейс и Оливер Холмс. Историки медицины связывают этот факт с тем, что шотландский врач лишь доказал инфекционный характер заболевания, но не смог раскрыть его физических характеристик и предложить действенных профилактики.